# Saint-Nicolas (fiume)
Il Saint-Nicolas è un fiume francese che scorre nel dipartimento del Territorio di Belfort. Confluisce nella  Madeleine dando così origine al fiume Bourbeuse. Deve il proprio nome al villaggio e al convento di Saint-Nicolas, situato al fondo d'une valle glaciale ben soleggiata.

## Comuni attraversati
Il Saint-Nicolas bagna i comuni seguenti:
- Rougemont-le-Château (segherie, industrie)
- Leval
- Petitefontaine (piccola industria)
- Lachapelle-sous-Rougemont (piccole industrie)
- Angeot
- Larivière
- Fontaine
- Frais, al confine orientale del suo territorio
- Foussemagne
- Cunelières, al confine orientale del suo territorio
- Montreux-Vieux (confine occidentale)
- Montreux-Château ove gli si congiungono il Ruisseau de Reppe e la Suarcine
- Bretagne al confine occidentale
- Autrechêne ove si unisce alla Madeleine per dare origine alla Bourbeuse.